# Государственное издательство Соединённых Штатов
Государственное издательство США (англ. United States Government Publishing Office, USGPO or GPO), ранее — Государственная типография Соединённых Штатов (англ. United States Government Printing Office) — учреждение законодательной ветви федерального правительства Соединённых Штатов Америки. Здание типографии, построенное в 1903 году, расположено в округе Колумбия (Вашингтон).
Издательство производит и распространяет информационные продукты и услуги для всех трёх ветвей федерального правительства, включая паспорта США для Государственного департамента, а также официальные публикации Верховного Суда, Конгресса, Администрации Президента, исполнительных департаментов и независимых агентств.
Актом Конгресса от декабря 2014 года, Государственная типография США была переименована в Государственное издательство США.

## История
Государственная типография США была учреждена Постановлением Конгресса (12 стат. 117) от 23 июня 1860 года. Типография начала свою деятельность 4 марта 1861 года с 350 сотрудниками и достигла пика занятости в 8500 человек в 1972 году. В 1980-х годах начался переход к компьютерным технологиям, что привело к сокращению численности персонала. Начальник назначается Президентом по совету и с согласия Сената. Начальник, в свою очередь, назначает суперинтенданта по документам.
Суперинтендант по документам отвечает за распространение информации в издательстве с помощью федеральной программы депозитарных библиотек, программы каталогизации и индексации и программы продажи публикаций, а также функционирования федерального центра информации о гражданах в Пуэбло, штат Колорадо. Аделаида Хассе была основателем Суперинтендантской системы классификации документов.
Первым начальником типографии являлся Давита Вэнс-Кукс.